# Drongo de Madagascar
El drongo de Madagascar (Dicrurus forficatus) és una espècie d'ocell de la família dels dicrúrids (Dicruridae) que habita zones boscoses i arbustives de Madagascar i Anjouan, a les Comores.